# Hanna Laura Klar

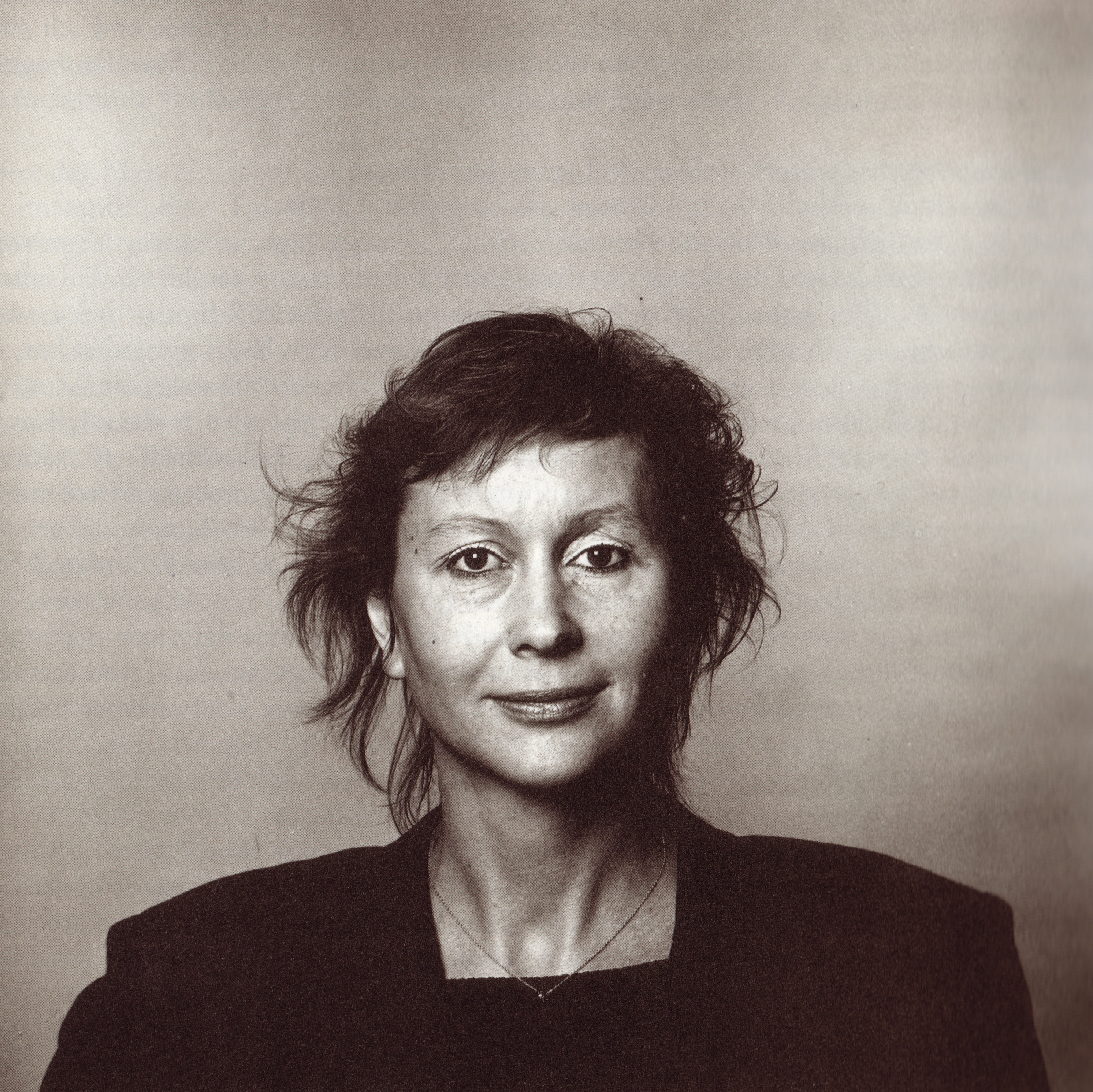
Hanna Laura Klar

Hanna Laura Klar, geborene Hannelore Waller (* 19. März 1940 in Wallerstein; † 24. Februar 2025 in Frankfurt am Main), war eine deutsche Autorin, Dokumentarfilmregisseurin, Produzentin und Dozentin, die durch ihr Engagement für soziale Randgruppen zur Ausprägung der deutschen Dokumentarfilmszene beigetragen hat.

## Leben
Klar war die Tochter des Apothekers Hanns Waller und dessen Frau Maja geb. Knoll. Nach dem frühen Tod des Vaters wuchs sie in Ulm auf, wo sie von 1961 bis 1965 an der Abteilung Information der Hochschule für Gestaltung Ulm (HfG Ulm) bei Edgar Reitz und Alexander Kluge studierte. Ihre Diplomarbeit „Akustisches Museum“ (Hörstudie) entstand, beeinflusst von Mauricio Kagel, am Siemens-Studio für elektronische Musik in München.
Nach der Geburt ihrer Tochter Ann aus ihrer ersten Ehe mit Michael Klar im Jahr 1966 war Klar von 1970 bis 1972 bei der Südwest Presse Ulm als Lokalredakteurin des Laupheimer Tageblatts tätig. 1972 arbeitete sie als Redakteurin beim Aspekte Verlag in Frankfurt am Main. An der Frankfurter Johann Wolfgang Goethe-Universität und der Ruprecht-Karls-Universität Heidelberg studierte sie von 1974 bis 1975 Philosophie und Soziologie mit Schwerpunkt Medienanalyse.
Die freie Mitarbeit 1973 bei den Vorarbeiten und beim Dreh zu Gelegenheitsarbeit einer Sklavin von Alexander Kluge stellte einen Wendepunkt in ihrer beruflichen Ausrichtung dar. Als Pionierin des autorenzentrierten Dokumentarfilms gelang es ihr, die Schicksale einer Reihe außergewöhnlicher Menschen nachzuzeichnen. Ihre empathische Herangehensweise schuf eine Nähe zu den Protagonisten, die nie bloßstellte und doch von ungewohnter Offenheit war. Daneben hat sie in großer Zahl Rundfunkessays, Drehbücher und Features für das Fernsehen geschrieben.
Zudem unterrichtete sie als Gastprofessorin für Drehbuch an der Filmakademie Ludwigsburg (1994/95), an der Fachhochschule Frankfurt war sie von 1980 bis 1992 Dozentin für Video am Fachbereich „Ästhetik und Kommunikation“. Sie integrierte soziologische Konzepte in die Filmausbildung – etwa zur Analyse von Machtdynamiken oder zur Oral-History-Archivierung. Mit der Gründung der Produktionsfirma „klarfilm“ im Jahr 1994 schuf sie eine Plattform für innovative und experimentelle Formate.
Hanna Laura Klar starb am 24. Februar in Frankfurt am Main und wurde in Wallerstein beerdigt.

## Werk
Im Laufe ihrer Karriere entwickelte Klar einen Stil, der sich durch sorgfältige Recherche und intensive Gesprächsführung auszeichnete. Ihre Dokumentarfilme halten die Erinnerung an historische Schlüsselfiguren wach, darunter Elfriede und Elfriede – zwei Dichterinnen, zwei Freundinnen, zwei Wienerinnen über die Schriftstellerinnen Elfriede Gerstl und Elfriede Jelinek (2003), Berlin – Paris: Die Geschichte der Beate Klarsfeld (2011) und Ich friere auch im Sommer – Die zwei Leben der Alexandra Kluge (2018).
Klar zählt zu den Vertreterinnen des autorenzentrierten Dokumentarfilms. Seit den 1970er-Jahren realisierte sie 26 filmische Arbeiten. Deutlich wird in ihrem Werk auch ihr Beitrag im Zusammenhang der feministischen Avantgarde der 1970er Jahre. In Das schwache Geschlecht muss stärker werden (1969) nehmen sechs Filmemacherinnen Stellung zum Thema Emanzipation: Claudia von Alemann, Susanne Beyerle, Hanna Laura Klar, Erika Runge, Helke Sander und Ula Stöckl erzählen im Abstand von 17 Jahren von Veränderungen in der Gesellschaft und ihrem privaten Leben. Sie tragen ihre Meinung in Statements und Miniaturen vor, in denen sich die Situation der Frau am Ende der 1960er Jahre und zu Beginn der 1970er Jahre widerspiegelt. Ihre gemeinsame Aussage lautet: „Wir machen nur Filme, wenn es die politische Praxis erfordert“. Die beiden Filme zeigen die Entwicklung der Frauen im Spannungsfeld von Anpassung und künstlerischer Behauptung.
Im Film Elfriede & Elfriede (2004) über Elfriede Jelinek und Elfriede Gerstl nutzte sie „Life History“-Methoden, die sie der Soziologie entlehnte, um private Beziehungen im Kontext kultureller Milieus zu erfassen.
In Berlin – Paris (2011), vermied sie die Reduktion auf die „Ohrfeigen-Aktion“ der Beate Klarsfeld, sondern verwies auf intellektuelle Motivationen und familiäre Prägungen als Teil allgemeiner gesellschaftlicher Diskurse.  Dokumentationen wie Marianne findet ihr Glück (1974) über DDR-Flüchtlinge oder Die Protokollantin (2008) über NS-Prozessbeobachterin Alice Ricciardi-von Platen verdeutlichen strukturelle Gewaltmechanismen und thematisieren die Spannung zwischen kollektivem Erinnern und individueller Traumatisierung.
In der Interview-Reihe des ZDF Zeugen des Jahrhunderts gestaltete sie ihren Beitrag Alcopley – Maler und Wissenschaftler (1992) über den Biorheologen und Maler Alfred L. Copley in einer Mischung aus Alltagsbeobachtung und Interview, zu der sie von Dokumentationen im Bereich ethnografischer Feldstudien angeregt wurde.
Ihr Interesse für Außenseiter und historische Schlüsselfiguren zeigt sich in Werken wie Ich habe zwei Gesichter – Richard Plant (1998) Porträt des 1938 in die USA emigrierten Frankfurter Schriftstellers Richard Plaut. Alex Karp, der in Frankfurt am Sigmund-Freud-Institut promovierte, rekonstruiert für den Film in Frankfurt und New York Stationen aus dem Leben des als Jude und Homosexueller doppeltverfolgten Plant. Im Film Sophie's Schwester (2006) reflektiert Elisabeth Hartnagel in Gesprächen über ihre Geschwister, die Widerstandskämpfer Hans und Sophie Scholl.

## Filmografie
(Quellen: Martin Löw, IMDb)
- 1970: Das schwache Geschlecht muss stärker werden
- 1974: Marianne findet ihr Glück
- 1977: Martha und Laura auf See
- 1981: Der Schrei des Shi Kai (Kinderfilm)
- 1981: Stadtliebe[20]
- 1982: Wir Kinder vom Kreuzberger Märchenzirkus
- 1983: Denkste!? (Fernsehserie, 2 Folgen)
- 1985: Eine Frau für alle Fälle
- 1988: As time goes by. Das schwache Geschlecht muss stärker werden, Teil 2
- 1991: Das neue Opium für die Frau: Der Islam
- 1993: Diesseits des Schreibtischs
- 1995: Bye, bye Amerika
- 1996: Alcopley – Maler und Wissenschaftler
- 1997: Bodybuilder und Pianist – Tzimon Barto
- 1998: Faus als Emigrant
- 1998: Ich habe zwei Gesichter – Richard Plant
- 1999: Faust als Emigrant – Einar Schleef in New York[21][22][23]
- 2001: Die Frau des Rabbiners (Kurzfilm)
- 2002: 3 Frauen um Schleef[24]
- 2003: Elfriede & Elfriede, zwei Wienerinnen, zwei Freundinnen, zwei Dichterinnen
- 2006: Sofie’s Schwester
- 2007: Die Protokollantin
- 2011: Berlin–Paris, Die Geschichte der Beate Klarsfeld
- 2015: Annes Cousin, Buddy Elias über Anne Frank
- 2016: Hoffmanns Erzählungen: Ein Nachmittag mit Hilmar Hoffmann
- 2018: Ich friere auch im Sommer – Die zwei Leben der Alexandra Kluge